# D'scover日本巡迴演唱會
《D'scover Tour 2013 in Japan》是韓國男子音樂組合BIGBANG成員大聲首場日本巡迴演唱會，演唱會原定在日本於2013年3月23日、24日神戶及3月30日至31日東京舉辦短期演唱會，但因大量門票需求及歌迷熱烈反響，因此演唱會擴大到將在日本其他17座城市舉行演唱會，共造訪19座城市25場演出，動員10萬名觀眾進場觀賞。

## 嘉賓
- Gummy

## 巡演時間表
| 日期          | 城市            | 國家/地區 | 演出場地                  | 上座數    |
| ------------- | --------------- | --------- | ------------------------- | --------- |
| 2013年5月1日  | 千葉縣          | 日本      | 市川市文化會館            | 100,000名 |
| 2013年5月2日  | 千葉縣          | 日本      | 市川市文化會館            | 100,000名 |
| 2013年5月4日  | 中央區 (新潟市) | 日本      | 新潟県民會館              | 100,000名 |
| 2013年5月6日  | 青森            | 日本      | 青森市文化會館            | 100,000名 |
| 2013年5月8日  | 札幌            | 日本      | NITORI文化會館            | 100,000名 |
| 2013年5月12日 | 宮城野區        | 日本      | 仙台太陽廣場大廳          | 100,000名 |
| 2013年5月14日 | 埼玉            | 日本      | 大宮索尼克市              | 100,000名 |
| 2013年5月16日 | 東京            | 日本      | 府中森林藝術劇院          | 100,000名 |
| 2013年5月18日 | 名古屋          | 日本      | Aichi Prefectural Art The | 100,000名 |
| 2013年5月19日 | 名古屋          | 日本      | Aichi Prefectural Art The | 100,000名 |
| 2013年5月23日 | 神戶            | 日本      | 神戶國際展覽館            | 100,000名 |
| 2013年5月24日 | 高松            | 日本      | 阿爾法穴吹大廳            | 100,000名 |
| 2013年5月26日 | 倉敷            | 日本      | Kurashiki Bikan           | 100,000名 |
| 2013年5月27日 | 廣島            | 日本      | 廣島文化學園HBG大廳       | 100,000名 |
| 2013年6月4日  | 長崎            | 日本      | 長崎磚大廳                | 100,000名 |
| 2013年6月6日  | 福岡            | 日本      | 福岡太陽宮酒店及大廳      | 100,000名 |
| 2013年6月7日  | 福岡            | 日本      | 福岡太陽宮酒店及大廳      | 100,000名 |
| 2013年6月13日 | 滋賀縣          | 日本      | 琵琶湖音樂廳              | 100,000名 |
| 2013年6月15日 | 大阪            | 日本      | 大阪國際會議中心          | 100,000名 |
| 2013年6月16日 | 大阪            | 日本      | 大阪國際會議中心          | 100,000名 |
| 2013年6月18日 | 橫濱            | 日本      | 橫濱體育館                | 100,000名 |

## 外部連結
- 大聲官方網站 